# مجدي يعقوب
مجدي حبيب يعقوب هو بروفيسور مصري، وجراح قلب بارز. يحمل لقب فارس من المملكة المتحدة. تم تكريمه عالمياً من عدة دول لمساهماته في جراحة القلب وكذلك أعماله الخيرية. ولد في مركز بلبيس بمحافظة الشرقية في 16 نوفمبر 1935 لعائلة تنحدر أصولها المسيحية من محافظة أسيوط، ونشأ في أسرة تقدر مهنة الطب حيث كان والده يعمل جراحاً.

## مسيرته العلمية
تخرج في كلية الطب بجامعة القاهرة عام 1957، واستكمل دراساته في شيكاغو بالولايات المتحدة، ثم انتقل إلى بريطانيا وفي عام 1961 تقدم لامتحانات ثلاث زمالات دفعة واحدة: زمالة كلية الجراحين الملكية في إدنبرة، وزمالة كلية الأطباء والجراحين الملكية في جلاسكو، وزمالة كلية الجراحين الملكية بـلندن.

## مسيرته المهنية
بحلول عام 1964 ارتقى يعقوب إلى أخصائي أول، وبات يعمل في مستشفيين في العاصمة هما مستشفى لندن للصدر، ومستشفى برومبتون في شارع سيدني بتشيلسي، المتخصص في أمراض القلب والرئة.
ثم أصبح أخصائي جراحات القلب والرئتين في مستشفى هارفيلد (من 1969 إلى 2001)، ومدير قسم الأبحاث العلمية والتعليم (منذ عام 1992). عُين أستاذًا في المعهد القومي للقلب والرئة في عام 1986، واهتم بتطوير تقنيات جراحات نقل القلب منذ عام 1967. في عام 1980 قام بعملية نقل قلب للمريض دريك موريس، والذي أصبح أطول مريض نقل قلب أوروبي على قيد الحياة حتى موته في يوليو 2005. من بين المشاهير الذين أجرى لهم عمليات كان الكوميدي البريطاني إريك موركامب، ومنحته الملكة إليزابيث الثانية لقب فارس في عام 1992، ويُطلق عليه في الإعلام البريطاني لقب «ملك القلوب».
في عام 2001 حين أصبح عمره 65 سنة اعتزل إجراء العمليات الجراحية واستمر كاستشاري ومُنظر لعمليات نقل الأعضاء. في عام 2006 قطع الدكتور مجدي يعقوب اعتزاله العمليات ليقود عملية معقدة تتطلب إزالة قلب مزروع في مريضة بعد شفاء قلبها الطبيعي، حيث لم يزل القلب الطبيعي للطفلة المريضة خلال عملية الزرع السابقة، والتي قام بها السير مجدي يعقوب.
حصل على ألقابٍ وأوسمةٍ من أكبر الجامعات حول العالم مثل: جامعة برونيل، وجامعة كارديف، وجامعة لوفبرا، وجامعة ميدلسكس (جامعات بريطانية)، وكذلك من جامعة لوند بـالسويد. وله كراس شرفية في جامعة لاهور بـباكستان، وجامعة سيينا بـإيطاليا.
يعد أول من ابتكر جراحة "الدومينو"، التي تتضمن زراعة قلب ورئتين في مريض يعاني من فشل الرئة، وفي ذات الوقت، يؤخذ القلب السليم من مريض الرئة نفسه ليزرع في مريض ثان يحتاج قلب سليم، كما أجرى من خلال عمله في المستشفيات البريطانية منذ عام 1962 ما يقرب من 25 ألف عملية خلال مشواره الطبي الطويل، منها 2500 عملية زراعة قلب.

### مساهمته في مجال الخلايا الجذعية
نجح فريق طبي بريطاني بقيادة الدكتور «مجدي يعقوب» في تطوير صمام للقلب باستخدام الخلايا الجذعية، وهذا الاكتشاف الذي سيسمح باستخدام أجزاء من القلب تمت زراعتها صناعيا في غضون ثلاثة أعوام. يقول الدكتور «مجدي يعقوب» أنه في خلال عشرة أعوام سيتم التوصل إلى زراعة قلب كامل باستخدام الخلايا الجذعية. وكان الفريق الطبي قد نجح في استخراج الخلايا الجذعية من العظام، وزرعها وتطويرها إلى أنسجة تحولت إلى صمامات للقلب، وبوضع هذة الخلايا في بيئة من الكولاجين تكونت إلى صمامات للقلب بلغ طولها 3 سنتيمتر.

### أرقام قياسية
في عام 1983 قام بعملية زرع قلب لرجل إنجليزي يُدعى جون مكافيرتي ليدخل بسبب تلك الجراحة موسوعة غينيس كأطول شخص يعيش بقلب منقول، وذلك لمدة 33 عام حتى توفى جون في 2016.

### مشاركاته السياسية
فى سبتمبر 2013 انضم مجدي يعقوب للجنة الخمسين المكلفة بصياغة الدستور المصري بقرار من رئيس الجمهورية المؤقت عدلي منصور، كما تم اختياره عضو المجلس الاستشاري العلمى لرئيس الجمهورية.

## أعماله الخيرية

### مؤسسة سلاسل الأمل
قام مجدي يعقوب بتأسيس مؤسسة خيرية عالمية في عام 1995 باسم "تشين أوف هوب" أو "سلاسل الأمل" وسعى من خلالها لإجراء جراحات القلب للمرضى في الدول النامية، كما قام بإجراء عمليات جراحية مجاناً في عدد من الدول وعلى رأسها مصر للأطفال الذين لا يستطيع ذويهم تحمل نفقات الجراحة والعلاج، كما عمل على إنشاء وحدة رعاية متكاملة بمستشفى قصر العيني بمصر لعلاج التشوهات الخلقية في القلب.

### مؤسسة مجدي يعقوب لأمراض وأبحاث القلب
في 2008 دشن مجدي يعقوب في مصر مؤسسة مجدي يعقوب لأمراض وأبحاث القلب. أنشأت المؤسسة مركزين لأمراض القلب الأول في أسوان والثاني في القاهرة. قامت المؤسسة أيضاً بالتعاون مع مكتبة الإسكندرية ببرنامج أمراض القلب الوراثية على المستوى القومي بدءاً بمحافظات أسوان والقاهرة والإسكندرية والمنوفية، أسهم في متابعة حالات أكثر من 1600 من الأسر المصرية.

## حياته الأسرية
زوجة يعقوب هي الألمانية ماريان بويجل، مواليد 1939، كانت تعمل سكرتيرة وانتقلت إلى إنجلترا وانتهى بها المطاف مساعدة تمريض في مستشفى برومبتون حيث تعرفت هناك على مجدي يعقوب. افترق مجدي وماريان في صيف 1968 عندما سافر إلى أمريكا، لحين معاودته الاتصال بها بعد أسابيع طالبا منها أن تلحق به في أمريكا.
في نوفمبر 1968 تقدم مجدي يعقوب لخطبة لماريان، وبعد شهر وتحديدا في 21 ديسمبر 1968 تزوجا في كنيسة في جامعة شيكاغو.
وبعد أشهر وبعد رفض عرض البقاء في الولايات المتحدة بدأ يخطط لعودتهما إلى بريطانيا، بعدما حصل بالفعل على الجنسية البريطانية.
أنجبت ماريا له ولد وبنتين، وقررت أن تتفرغ لتربية الأبناء. الابن «أندرو» اشتغل بمهنة الطيران، «وليزا» اتجهت للخدمة الاجتماعية وتعمل منسقا بمؤسسة سلاسل الأمل اللندنية و"صوفي" اشتغلت بالطب في تخصص طب المناطق الحارة.

## التكريم

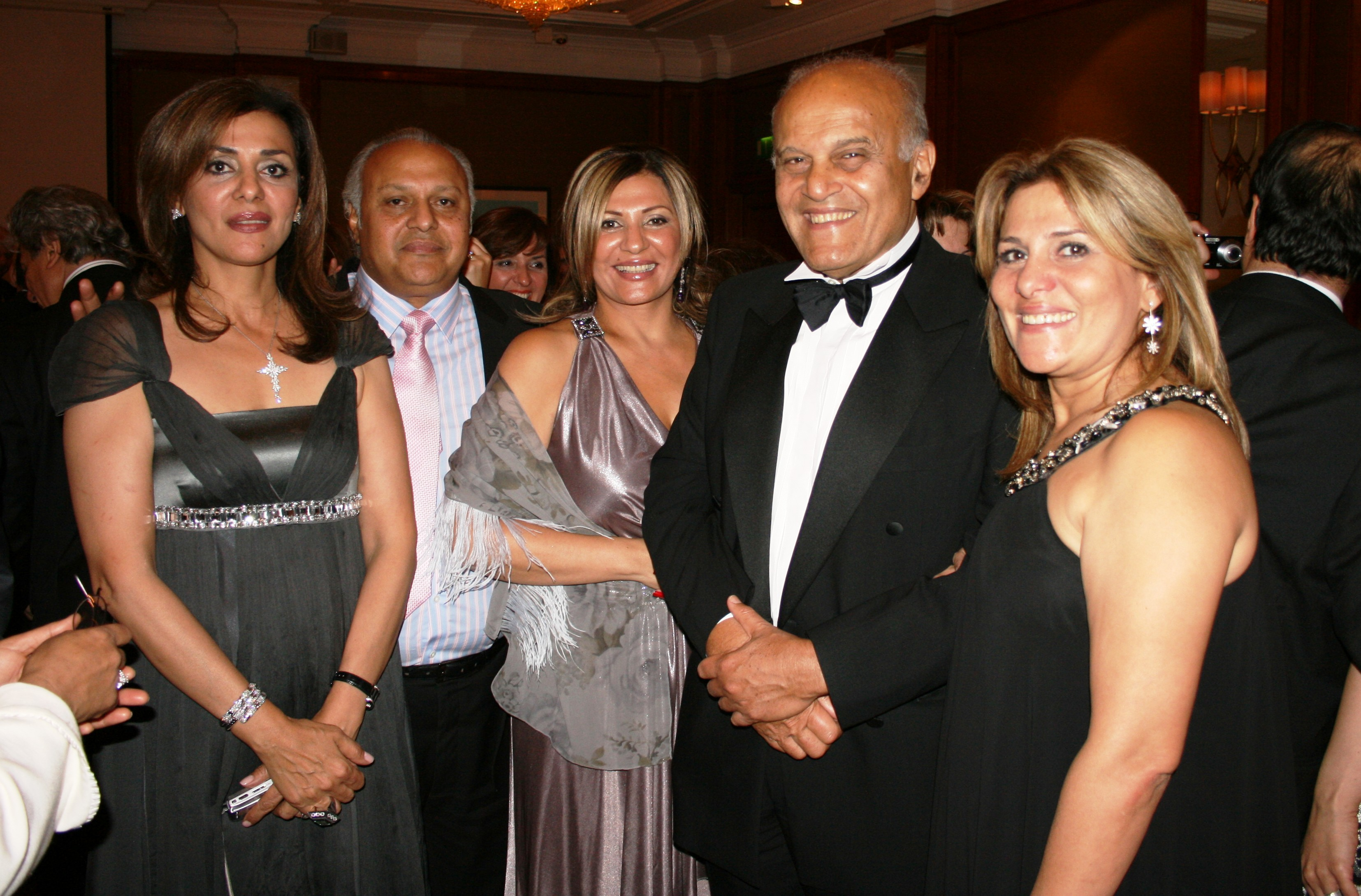
السير مجدى يعقوب في الجمعية الطبية القبطية.

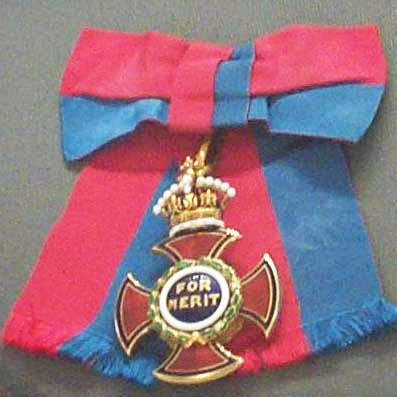
وسام الاستحقاق البريطاني لسنة 2014.

- لقب فارس "سير" في بريطانيا في عام 1992 من قبل الملكة إليزابيث الثانية.[11]
- وسام دولة باكستان.[11]
- وسام الجمهورية اللبنانية.[11]
- وسام مدينة بارما.[11]
- وسام مدينة أثينا.[11]
- جائزة راي فيش من معهد القلب في تكساس للإنجاز العلمي في أمراض القلب والأوعية الدموية عام 1998.[11]
- جائزة الإنجاز المتميز تقديراً للمساهمة في الطب من المملكة المتحدة عام 1999.[11][12]
- جائزة أبقراط الذهبية الدولية للتميز في جراحة القلب عام 2003.[11]
- جائزة الجمعية الدولية لجراحة القلب وزرع الرئة عام 2004.[11]
- جائزة حمدان للمتطوعين في الخدمات الطبية الإنسانية عام 2006.[11]
- الميدالية الذهبية من الجمعية الأوروبية لأمراض القلب عام 2006.[13]
- جائزة فخر بريطانيا في 11 أكتوبر 2007، والمقدمة علي الهواء مباشرة من قناة أي تي في البريطانية بحضور رئيس الوزراء غوردن براون، والجائزة تمنح للأشخاص الذين ساهموا بأشكال مختلفة من الشجاعة والعطاء أو ممن ساهم في التنمية الاجتماعية والمحلية. ارتئت لجنة التحكيم أن الدكتور يعقوب قد أنجز أكثر من 20 ألف عملية قلب في بريطانيا، وقد ساهم بعمل جمعية خيرية لمرضي القلب الأطفال في دول العالم النامية، ولا يزال يعمل في مجال البحوث الطبية؛ لذا اُخْتِير من لجنة التحكيم ليكون الشخصية البارزة في الحفل، وتم تسليمه الجائزة في نهاية الحفل مع حضور عشرات الأشخاص الذين ساهم الدكتور يعقوب بإنقاذ حياتهم علي خشبة المسرح.[14]
- وسام الاستحقاق في عام 2007 من الأكاديمية الدولية لعلوم القلب والأوعية الدموية.[15]
- وسام قلادة النيل العظمى وفقاً لقرار رئيس الجمهورية (محمد حسنى مبارك) رقم 1 لسنة 2011 تقديراً لجهوده الوافرة والمخلصة في مجال جراحة القلب، وقد استلمها بنفسه في حفل خاص أقيم على شرفه.[16]
- لقب أسطورة الطب في العالم من قبل الكلية الأمريكية لأمراض القلب في 2012.[17][18]
- وسام الاستحقاق البريطاني عام 2014 من قبل الملكة إليزابيث الثانية.
- ميدالية ليستر عام 2015 من كلية الجراحين الملكية بإنجلترا.[19]
- جائزة خلف أحمد الحبتور للإنجاز 2019.[20]
- وشاح محمد بن راشد للعمل الإنساني، خلال احتفالية مبادرة صناع الأمل 2020 بدولة الإمارات.[21]
- جائزة "طلعت حرب" لعام 2024 من قمة مصر للأفضل.[22]
- جائزة زايد للأخوة الإنسانية لعام 2024.[23]
- تم إنشاء تمثالين له تقديرًا لدوره الكبير في مجال الطب والعمل الخيري، الأول في مدينة أسوان في ميدان يحمل اسمه وهي المدينة التي أنشأ بها مركزاً لعلاج أمراض القلب من خلال مؤسسته الخيرية،[24] والثاني في مسقط رأسه في مركز بلبيس بمحافظة الشرقية في ميدان يحمل اسمه أيضاً.[25] كما تم إطلاق اسمه على صالة كبار الزوار بمطار أسوان الدولي.[26]